# 麗龜屬
麗龜屬（学名：Lepidochelys）是海龟科的一属，包含肯氏龟和丽龟2个物种。
生活在大西洋的麗龜屬物种已被列入纽约州政府濒危物种列表。

## 物种
本属包含有以下2个物种：
- 肯氏龟 Lepidochelys kempii Garman，1880
- 丽龟 Lepidochelys olivacea（Eschscholtz，1829）

## 形态和习性
成年丽龟属海龟身长可达到51－71厘米，体重36－50千克，以螃蟹、鱼、乌贼、章鱼、蛤蜊和一些海洋植物群为食。
肯氏龟在其分布区全境都处于濒危状态，其两个主要的索饵场均位于石油勘探与保护的主要区域附近。